# La Rosière (Haute-Saône)
La Rosière is een gemeente in het Franse departement Haute-Saône (regio Bourgogne-Franche-Comté) en telt 81 inwoners (2011). De plaats maakt deel uit van het arrondissement Lure.

## Geografie
De oppervlakte van La Rosière bedraagt 8,6 km², de bevolkingsdichtheid is dus 9,4 inwoners per km².
De onderstaande kaart toont de ligging van La Rosière (Haute-Saône) met de belangrijkste infrastructuur en aangrenzende gemeenten.

## Demografie
Onderstaande figuur toont het verloop van het inwonertal (bron: INSEE-tellingen).